# ラドヴァン・パンコヴ
ラドヴァン・パンコヴ（セルビア語: Радован Панков, Radovan Pankov、1995年8月5日 - ）は、セルビアのサッカー選手。ポジションはディフェンダー。

## クラブ歴
2014年5月10日にFKヴォイヴォディナ・ノヴィ・サドでセルビア・スーペルリーガに出場し選手初出場。
2016年5月23日にFCウラル・スヴェルドロフスク・オブラストに加入。
2017年6月30日に1シーズンの契約でAEKラルナカに移籍。
2018年7月1日にFKラドニチュキ・ニシュに移籍。
2019年5月31日、レッドスター・ベオグラードに3年契約で移籍。